# Bahlsen
Bahlsen GmbH & Co. KG è una azienda alimentare tedesca a conduzione familiare con sede ad Hannover.

## Storia
Fondata il 1º luglio 1889 dall'imprenditore Hermann Bahlsen con il nome "Hannoversche Cakesfabrik H. Bahlsen", l'azienda produce principalmente biscotti e dolci di vario tipo.